# ناحیه لاک
ناحیه لاک (به لاتین: Lacs District) یک منطقهٔ مسکونی است که در ساحل عاج واقع شده‌است. ناحیه لاک ۲۸٬۵۰۰ کیلومتر مربع مساحت و ۱٬۲۵۸٬۶۰۴ نفر جمعیت دارد.